# Andrea Fies
Andrea Fies est une journaliste allemande sur la chaîne Arte.
Depuis janvier 2004, elle présente le magazine d'actualité internationale Arte Reportage en alternance avec Nathalie Georges, puis depuis janvier 2012 avec William Irigoyen.